# Pawtucket
Pawtucket je město v okresu Providence County ve státě Rhode Island ve Spojených státech amerických v regionu Nová Anglie. Jde o čtvrté největší město v Rhode Islandu po městech Providence, Warwick a Cranston. S městy Providence a East Providence sousedí na jihu, s městy Central Falls a Lincoln na severu a s městem North Providence na západě. Město zároveň sousedí se dvěma okresy ve státě Massachusetts.  
K roku 2020 zde žilo 75 604 obyvatel. S celkovou rozlohou 23 km² byla hustota zalidnění 3 368 obyvatel na km². Asi 12 % obyvatel města jsou Američané portugalského původu. Řada obyvatel žijících ve městě jsou pak uprchlíci z Libérie, kteří ze země utekli za doby vlády Charlese Taylora.  